# Karcag Cycling
A Karcag Cycling egy magyarországi profi országúti kerékpárcsapat, a Karcagi Sportegyesület kerékpáros szakosztálya. 2024-ben alakult. 
Azzal a céllal hozták létre, hogy versenyzőinek évi 30–40 nemzetközi versenynapot biztosítson. Megalakulásakor a kontinentális besorolás elérését tűzték ki célul. Szakosztályvezetője Pisók István, a Ferencváros korábbi szakosztályvezetője, a csapatvezető pedig Stubán Ferenc; első keretének tagja volt többek között a kétszeres országúti magyar bajnok Filutás Viktor.

## Keret

### 2025
| A csapat versenyzői 2025 | A csapat versenyzői 2025 | A csapat versenyzői 2025            | A csapat versenyzői 2025 |
| Név                      | Születésnap              | Előző csapat                        |                          |
| ------------------------ | ------------------------ | ----------------------------------- | ------------------------ |
| Filutás Viktor           | 1996. szeptember 28.     | HRE Mazowsze Serce Polski (2023)    |                          |
| Solymosi Márton          | 1990. április 24.        | Epronex-Hungary Cycling Team (2023) |                          |
| Móré-Gosselin Olivier    | 2003. október 5.         | Sofer-Savini Due-OMZ (2023)         |                          |
| Hrenkó Norbert           | 2001. július 23.         | Solme-Olmo (2023)                   |                          |
| Andrea Colnaghi          | 1997. október 9.         | ONEC Team (2024)                    |                          |
| Gerely Attila            | 2002. május 18.          |                                     |                          |
|                          |                          |                                     |                          |
| Forrás: ProCyclingStats  |                          |                                     |                          |